# GrimE
Il GrimE è un motore grafico per avventure grafiche creato da Bret Mogilefsky di LucasArts che utilizza Lua.

## Descrizione
Parzialmente basato sul Sith Engine, il GrimE (introdotto come successore dello SCUMM) ne conserva parte delle caratteristiche: entrambi, di base, sono basati sull'interazione tra personaggi e oggetti su sfondi pre-renderizzati. La grande differenza tra i due engine è che il GrimE, tecnologicamente più evoluto, utilizza un controllo per il movimento dei personaggi totalmente 3D; personaggi ed oggetti con cui si può interagire sono formati da poligoni ed il movimento è gestito interamente dalla tastiera. Altre differenze, meno rilevanti, riguardano gli script delle animazioni: il GrimE presenta un sistema completamente differente che permette movimenti più sofisticati da parte dei personaggi non giocanti.

## Storia
Il GrimE fu usato per la prima volta nel 1998, in Grim Fandango (da cui chiaramente deriva il nome): questa avventura grafica fu la prima della LucasArts ad abbandonare il tradizionale sistema punta e clicca basato sull'uso del mouse. Nel 2000 il motore venne utilizzato, per la seconda ed ultima volta, in Fuga da Monkey Island, seppur in una versione leggermente potenziata.

## Oggi
Un progetto parallelo allo ScummVM, chiamato ResidualVM, si occupa dello sviluppo di un software libero volto alla reingegnerizzazione del GrimE per rendere giocabili sulle odierne piattaforme i giochi basati su questo engine.